# Food for Life, Spirit for Fuck
Food for Life, Spirit for Fuck – debiutancki album nieistniejącej już grupy Kr’shna Brothers, wydany w 1993 roku przez wydawnictwo Loud Out Records.
Riffu z kompozycji „We know how to kill” użyto (za wiedzą i zgodą twórców) jako podkładu do utworu „Artyści” grupy Kazik na Żywo wydanego na albumie Na żywo, ale w studio (1994).
Utwór „Dni, Których Nie Znamy” stanowi cover kompozycji autorstwa Marka Grechuty pod tym samym tytułem, wydanej pierwotnie na albumie Korowód (1971, muz. Jan Kanty Pawluśkiewicz, sł. Marek Grechuta).

## Lista utworów
| Lp. | Tytuł                        | Czas trwania |
| --- | ---------------------------- | ------------ |
| 1.  | I Beg You-Stay With Me       | 4:10         |
| 2.  | We Know How To Kill          | 3:19         |
| 3.  | Dni, Których Nie Znamy       | 3:25         |
| 4.  | Just Once                    | 4:11         |
| 5.  | Night-Time Victims           | 3:31         |
| 6.  | The Salvation Souls          | 3:29         |
| 7.  | Rise And Fall Down           | 2:49         |
| 8.  | I'm And I'm Not              | 4:01         |
| 9.  | To Be Or Not To Be With Me   | 3:47         |
| 10. | I Fuck This Moral Obligation | 4:00         |
| 11. | Kr’shna Brothers             | 2:37         |
| 12. | Tu i Tam                     | 4:01         |